# Pallanuoto ai Giochi della XXX Olimpiade - Qualificazioni al torneo femminile
Le qualificazioni al torneo olimpico femminile di pallanuoto di Londra 2012 si sono svolte complessivamente tra l'ottobre 2011 e l'aprile 2012.

Gli otto posti in palio sono stati assegnati tramite i piazzamenti ottenuti negli appositi tornei di qualificazione.

## Qualificate
| Area                        | Evento                      | Posti | Date                 | Sede        | Qualificate                   |
| --------------------------- | --------------------------- | ----- | -------------------- | ----------- | ----------------------------- |
| Europa /Paese organizzatore | Europa /Paese organizzatore | 1     | -                    | -           | Gran Bretagna                 |
| Americhe                    | Giochi panamericani 2011    | 1     | 23 - 28 ottobre 2011 | Guadalajara | Stati Uniti                   |
| Asia                        | Preolimpico asiatico        | 1     | 23 - 29 gennaio 2012 | Chiba       | Cina                          |
| Africa                      | -                           | -     | -                    | -           | -                             |
| Oceania                     | -                           | 1     | -                    | -           | Australia                     |
| Preolimpico mondiale        | Preolimpico mondiale        | 4     | 15 - 22 aprile 2012  | Trieste     | Spagna Italia Russia Ungheria |

### Europa
Il posto riservato all'Europa è stato assegnato d'ufficio alla rappresentativa del paese ospitante, la Gran Bretagna, come da regolamento FINA.

Le cinque migliori squadre degli Europei 2012 (a Eindhoven dal 18 al 22 gennaio) si sono qualificate per il preolimpico mondiale di Trieste, per il quale era già qualificata l'Italia paese ospitante.

Classifica finale:
| Pos. | Squadra  |  | Pos. | Squadra       |
| ---- | -------- |  | ---- | ------------- |
|      | Italia   |  | 5    | Spagna        |
|      | Grecia   |  | 6    | Paesi Bassi   |
|      | Ungheria |  | 7    | Gran Bretagna |
| 4    | Russia   |  | 8    | Germania      |

### Americhe
La UANA, come avvenuto in ambito maschile, ha assegnato il posto ad essa riservato alla squadra vincitrice dei Giochi panamericani 2011. Il torneo si è svolto a Guadalajara dal 23 al 28 ottobre 2011 e si sono imposte le campionesse in carica degli Stati Uniti.
Classifica finale:
| Pos. | Squadra     |  | Pos. | Squadra    |
| ---- | ----------- |  | ---- | ---------- |
|      | Stati Uniti |  | 5    | Porto Rico |
|      | Canada      |  | 6    | Messico    |
|      | Brasile     |  | 7    | Argentina  |
| 4    | Cuba        |  | 8    | Venezuela  |

### Africa
Come avvenuto in campo maschile, anche in campo femminile si sarebbe dovuto disputare un torneo di qualificazione per l'assegnazione del posto riservato alla CANA ma nessuna nazionale si è iscritta e il posto liberatosi verrà assegnato alla quarta classificata del preolimpico mondiale.

### Oceania
L'unica squadra iscritta è stata l'Australia che ha ottenuto la qualificazione automatica per le Olimpiadi.

### Asia
Il posto riservato all'AASF è stato assegnato in un torneo apposito che si è disputato, in contemporanea con quello maschile, a Chiba, in Giappone, dal 24 al 26 gennaio 2012. Le vincitrici sono state le vicecampionesse mondiali della Cina.
Risultati:
| Data     | Ora   | Gara       | Gara | Gara       |
| -------- | ----- | ---------- | ---- | ---------- |
| 24-01-12 | 11:30 | Kazakistan | 8-21 | Cina       |
| 25-01-12 | 11:30 | Giappone   | 8-12 | Kazakistan |
| 26-01-12 | 11:30 | Giappone   | 6-18 | Cina       |

Classifica:
|    | Squadra    | Pti | G | V | P | S | GF | GS | Diff |
| -- | ---------- | --- | - | - | - | - | -- | -- | ---- |
| 1. | Cina       | 6   | 2 | 2 | 0 | 0 | 39 | 14 | +25  |
| 2. | Kazakistan | 3   | 2 | 1 | 0 | 1 | 20 | 29 | -9   |
| 3. | Giappone   | 0   | 2 | 0 | 0 | 2 | 14 | 30 | -16  |

### Torneo preolimpico mondiale
Il torneo istituito dalla FINA prevedeva l'assegnazione per il torneo olimpico di tre posti che, con la cancellazione del preolimpico africano, sono diventati quattro. Il preolimpico ha avuto luogo nel Centro federale "Bruno Bianchi" di Trieste dal 15 al 22 aprile 2012.
Partecipanti:
Gruppo A:  Italia,  Russia,  Spagna,  Ungheria.
Gruppo B:  Brasile,  Canada,  Grecia,  Kazakistan,  Paesi Bassi.
Gruppo A
| Data     | Ora   | Gara     | Gara  | Gara     |
| -------- | ----- | -------- | ----- | -------- |
| 17-04-12 | 18:40 | Russia   | 12-13 | Ungheria |
| 17-04-12 | 20:00 | Italia   | 9-10  | Spagna   |
| 18-04-12 | 18:40 | Russia   | 12-11 | Spagna   |
| 18-04-12 | 20:00 | Italia   | 11-9  | Ungheria |
| 19-04-12 | 18:40 | Ungheria | 10-9  | Spagna   |
| 19-04-12 | 20:00 | Italia   | 13-15 | Russia   |

Classifica:
|    | Squadra  | Pti | G | V | P | S | GF | GS | Diff |
| -- | -------- | --- | - | - | - | - | -- | -- | ---- |
| 1. | Ungheria | 4   | 3 | 2 | 0 | 1 | 32 | 32 | 0    |
| 2. | Russia   | 4   | 3 | 2 | 0 | 1 | 39 | 37 | +2   |
| 3. | Spagna   | 2   | 3 | 1 | 0 | 2 | 30 | 31 | -1   |
| 4. | Italia   | 2   | 3 | 1 | 0 | 2 | 33 | 34 | -1   |

Gruppo B
| Data     | Ora   | Gara        | Gara  | Gara        |
| -------- | ----- | ----------- | ----- | ----------- |
| 15-04-12 | 17:00 | Canada      | 15-4  | Kazakistan  |
| 15-04-12 | 20:00 | Brasile     | 4-23  | Paesi Bassi |
| 16-04-12 | 17:30 | Paesi Bassi | 11-11 | Canada      |
| 16-04-12 | 18:50 | Grecia      | 23-4  | Brasile     |
| 17-04-12 | 16:00 | Kazakistan  | 7-15  | Paesi Bassi |
| 17-04-12 | 17:20 | Canada      | 2-10  | Grecia      |
| 18-04-12 | 16:00 | Grecia      | 16-8  | Kazakistan  |
| 18-04-12 | 17:20 | Brasile     | 4-11  | Canada      |
| 19-04-12 | 16:00 | Kazakistan  | 7-7   | Brasile     |
| 19-04-12 | 17:20 | Grecia      | 6-13  | Paesi Bassi |

Classifica:
|    | Squadra     | Pti | G | V | P | S | GF | GS | Diff |
| -- | ----------- | --- | - | - | - | - | -- | -- | ---- |
| 1. | Paesi Bassi | 7   | 4 | 3 | 1 | 0 | 62 | 28 | +34  |
| 2. | Grecia      | 6   | 4 | 3 | 0 | 1 | 55 | 27 | +28  |
| 3. | Canada      | 5   | 4 | 2 | 1 | 1 | 39 | 29 | +10  |
| 4. | Kazakistan  | 1   | 4 | 0 | 1 | 3 | 26 | 53 | -27  |
| 5. | Brasile     | 1   | 4 | 0 | 1 | 3 | 19 | 64 | -45  |

- Sono stati assegnati 2 pti per la vittoria, 1 per il pareggio, 0 per la sconfitta.

Quarti di finale
| Data     | Ora   | Gara     | Gara | Gara        |
| -------- | ----- | -------- | ---- | ----------- |
| 20-04-12 | 15:30 | Ungheria | 18-5 | Kazakistan  |
| 20-04-12 | 17:00 | Russia   | 7-6  | Canada      |
| 20-04-12 | 18:30 | Spagna   | 9-7  | Grecia      |
| 20-04-12 | 20:00 | Italia   | 7-6  | Paesi Bassi |

Semifinali
| Data     | Ora   | Gara       | Gara  | Gara        |
| -------- | ----- | ---------- | ----- | ----------- |
| 21-04-12 | 19:00 | Ungheria   | 8-10  | Spagna      |
| 21-04-12 | 20:30 | Russia     | 13-14 | Italia      |
|          |       |            |       |             |
| 21-04-12 | 16:00 | Kazakistan | 9-21  | Grecia      |
| 21-04-12 | 17:30 | Canada     | 13-16 | Paesi Bassi |

Finali
|          | Data     | Ora   | Gara     | Gara        | Gara        |
| -------- | -------- | ----- | -------- | ----------- | ----------- |
| 1º posto | 22-04-12 | 13:00 | Spagna   | 9-5         | Italia      |
| 3º posto | 22-04-12 | 11:30 | Ungheria | 13-18       | Russia      |
| 5º posto | 22-04-12 | 10:00 | Grecia   | 10-11 (dts) | Paesi Bassi |
| 7º posto | 22-04-12 | 08:30 | Canada   | 17-2        | Kazakistan  |

Classifica finale:
| Pos. | Squadra     |  | Pos. | Squadra    |
| ---- | ----------- |  | ---- | ---------- |
|      | Spagna      |  | 6    | Grecia     |
|      | Italia      |  | 7    | Canada     |
|      | Russia      |  | 8    | Kazakistan |
| 4    | Ungheria    |  | 9    | Brasile    |
| 5    | Paesi Bassi |  |      |            |